# 马万福
马万福（1853年—1934年），东乡族，经名努哈，甘肃省东乡县果园村人，又名马果园、果园哈吉，是中国伊斯兰教伊赫瓦尼派的创始人。
1875年起，马万福先后在各地清真寺任教长。1886年去麦加朝觐并在麦加居留四年学习《古兰经》，同时与瓦哈比派学者进行交流，受到启发而从瓦哈比派发展出了伊赫瓦尼派。1892年回国后，继续在各地清真寺中讲学。因所宣传的宗教主张遭到反对，被迫游走各地。1916年，在马麒兄弟的支持下，以西宁东关清真大寺为中心讲经宣传伊赫瓦尼派。1934年，病逝于西宁。